# Klub szachistów
Klub szachistów – polski telewizyjny film fabularny w reżyserii Witolda Lesiewicza. Adaptacja opowiadania Aleksandra Świętochowskiego.

## Opis fabuły
Młody człowiek nazwiskiem Wacław Urbin otrzymuje propozycję wstąpienia do Klubu Szachistów. Nazwa ta niewiele ma wspólnego z faktyczną działalnością stowarzyszenia. Klub, złożony z najszacowniejszych obywateli miasta, prowadzi klasyfikację popełnionych przez poszczególnych członków niegodziwości. Kiedy Urbin zostaje już członkiem organizacji, dowiaduje się, że jej prezes Radek jest ojcem Izy – narzeczonej Wacława. Radek, znając ciemne strony życiorysu Urbina, nie zgadza się na ślub córki. Iza, chcąc zaspokoić swą ciekawość, wykrada z kasy pancernej dokumenty, kompromitujące członków Klubu Szachistów.

## Obsada
- Maria Ciesielska – Iza, córka prezesa Radka
- Mieczysław Pawlikowski – prezes Radek
- Andrzej Łapicki – Wacław Urbin
- Ignacy Machowski – wprowadzający Urbina do klubu
- Aleksandra Leszczyńska – matka Dudka
- Bogumił Kobiela – Dudek
- Wiktor Nanowski, Seweryn Butrym, Andrzej Krasicki, Tadeusz Surowa(inne języki) – członkowie Klubu Szachistów
- Leon Pietraszkiewicz – prezes Związków Kupców
- Maciej Maciejewski – burmistrz
- Maria Homerska – kobieta rozmawiająca z Urbinem na balu
- Wanda Elbińska
- Zofia Niwińska